# 湯君年家族
湯君年家族，祖籍上海浦東，家族持有湯臣集團。

## 家族成員
- 湯養浩
  - 汤君年（浦東地王，妻徐楓）
    - 湯子嘉
    - 湯珈鋮